# Federico Alonso
Federico Jorge Alonso (Río Gallegos, Santa Cruz, 30 de noviembre de 1985) es un piloto argentino de automovilismo. Desarrolló su carrera en karting entre los años 1998 y 1999, obteniendo títulos en esa especialidad, y en categorías zonales de automóviles de Turismo, entre 2001 y 2004. Incursionó a nivel nacional en la categoría Turismo Pista en el año 2005, pasando en 2006 al TC Mouras, categoría de la que se consagrara Campeón en su año debut, siendo este su primer galardón a nivel nacional. Incursionó también en TC Pista y Turismo Carretera, categoría en la que debutó en 2010, pasando en 2011 a competir al Turismo Nacional.
En el año 2012, consigue asegurar su participación en la Clase 3 del Turismo Nacional, siendo partícipe a bordo de una unidad Fiat Linea, alistada por el equipo Pro Racing. En los años siguientes, participó con intermitencia en las divisionales TC Pista y Clase 2 del Turismo Nacional.
Entre los años 2016 y 2018, fue invitado a los 500 km de Olavarría y a las 2 ediciones de la competencia de los 1000 km de Buenos Aires de Turismo Carretera, formando parte en ambas de las tripulaciones capitaneadas por el arrecifeño Agustín Canapino. Su mejor participación la tuvo en la segunda edición de los 1000 km, donde junto a Canapino y Martín Ponte se terminaron alzando con el triunfo, lo que a su vez significó la primera victoria en el Turismo Carretera para Alonso. Asimismo, gracias a esa victoria, Alonso ingresó en el historial de ganadores del Turismo Carretera como su integrante número 212.

## Trayectoria
| Año  | Categoría                                    | Marca               |
| ---- | -------------------------------------------- | ------------------- |
| 2005 | Debut Turismo Pista Clase 3                  | Volkswagen Gol      |
| 2006 | TC Mouras. Debut y Campeonato                | Chevrolet Chevy     |
| 2006 | Debut en TC Pista, 1 carrera                 | Chevrolet Chevy     |
| 2007 | TC Pista                                     | Chevrolet Chevy     |
| 2008 | TC Pista                                     | Ford Falcon         |
| 2008 | Debut en TRV6, 1 carrera                     | Mercedes-Benz C-203 |
| 2009 | TC Pista                                     | Chevrolet Chevy     |
| 2010 | Debut Turismo Carretera                      | Chevrolet Chevy     |
| 2011 | Turismo Carretera                            | Chevrolet Chevy     |
| 2011 | Clase 2 Turismo Nacional                     | Renault Clio        |
| 2012 | Clase 3 Turismo Nacional                     | Fiat Linea          |
| 2012 | TC Pista                                     | Chevrolet Chevy     |
| 2013 | TC Pista                                     | Chevrolet Chevy     |
| 2014 | TC Pista                                     | Chevrolet Chevy     |
| 2014 | TC Pista                                     | Dodge Cherokee      |
| 2014 | Clase 2 del Turismo Nacional                 | Chevrolet Classic   |
| 2015 | Turismo Carretera                            | Torino Cherokee     |
| 2016 | Clase 2 del Turismo Nacional                 | Chevrolet Classic   |
| 2016 | Clase 2 del Turismo Nacional                 | Ford Fiesta KD      |
| 2016 | Invitado a los 500 km de Olavarría de TC     | Chevrolet Chevy     |
| 2017 | TC Pista                                     | Dodge Cherokee      |
| 2017 | Invitado a los 1000 km de Buenos Aires de TC | Chevrolet Chevy     |
| 2018 | Invitado a los 1000 km de Buenos Aires de TC | Chevrolet Chevy     |
| 2019 | Turismo Carretera, 2 carrera                 | Chevrolet Chevy     |

- [5]

## Palmarés
| Título  | Categoría | Modelo          | Año  |
| ------- | --------- | --------------- | ---- |
| Campeón | TC Mouras | Chevrolet Chevy | 2006 |

## Primera victoria en el Turismo Carretera
El 19 de agosto de 2018, Federico Alonso ingresó a la historia del Turismo Carretera al proclamarse como el ganador número 212 en la historia de esta categoría. Este resultado fue posible, gracias a una invitación cursada por el piloto Agustín Canapino, quien lo convocó para formar parte de la tripulación con la que compitieran en la edición 2018 de los 1000 km de Buenos Aires, junto al entrerriano Juan Martín Ponte. En esta competencia, Federico Alonso ingresó a competir en la vuelta número 113, relevando a su compañero Canapino y contribuyendo a la victoria del trinomio al tripular el Chevrolet Chevy n.º 1, alistado por el Jet Racing, hasta la vuelta número 144.